# Santa Luzia do Pará
Santa Luzia do Pará este un oraș în Pará (PA), Brazilia.